# 395
395 је била проста година.

## Догађаји
- Википедија:Непознат датум — Званична подела Римског царства на Западно римско царство и Источно римско царство.Источно римско царство је са средиштем у Константинопољу под Аркадијем, сином Теодосијевим, а Западно римско царство у Медиолануму под његовим братом Хоноријем.

- 17. јануар – Цар Теодосије I, стар 48 година, умире од болести са тешким едемом у Милану.
- 27. април – Аркадије се жени Аелијом Евдоксијом, ћерком франачког генерала Флавија Баута. Његова седмогодишња полусестра Гала Плацидија је послата у Рим, где проводи детињство у домаћинству Стилихона и његове жене Серене.
- Побуна Алариха I: Аларих I, визиготски вођа Федерата, одриче се римске верности и проглашава се краљем, водећи рат против оба дела Римског царства и окончавајући 16-годишњи период мира.
- Аларих опседа Цариград. Након победе над римском војском под Руфином, преторијанског префекта Истока и главног Аркадијевог саветника, Готи се крећу даље на запад.
- Стилихон стиже у јесен са својом војском да се бори против Гота. Руфин, моћник истока, убеђује цара да откаже Стилихонов поход. Цар Аркадије забрањује Стилихону да нападне Алариха и захтева да његова војска напусти територију Источног римског царства.
- Готи, предвођени Алариком, упадају и пустоше Тракију и Македонију и намећу Атини данак.
- 27. новембар — Руфина, преторијанског префекта Истока, убили су готски плаћеници под Гаинасом.
- Хуни почињу свој велики напад на Источно римско царство. Они нападају Јерменију, Кападокију и улазе у делове Сирије, претећи Антиохији.
- Индија: Краљ Рудрасимха III, владар западних Сатрапа (Индија), поражен је од Царства Гупта.
- Процењује се да је 330.000 хектара пољопривредног земљишта напуштено у Кампанији (јужна Италија), делом као последица маларије од комараца који се узгајају у мочварним областима, али углавном зато што је несмотрена пољопривреда уништила земљу.
- Могући датум када је Макробије Амвросије Теодосије објавио своје Сатурналије.
- Августин Хипонски, стар 40 година, постаје епископ Хипона (Алжир). Његов задатак је поновно уједињење цркве у Африци, првенствено фокусирајући се на донатистички покрет предвођен Примијаном из Картагине.
- Руски астроном Николај Александрович Морозов тврдио је да се Откровење Јовану може астрономски датирати на 30. септембар 395. године.

## Смрти
- 17. јануар — Теодосије I, римски цар (379−395)
- Макарије Александријски